# Henry Parker (écrivain)
Pour les articles homonymes, voir Henry Parker et Parker.
Henry Parker (1604-1652) était un avocat anglais, défenseur et théoricien du parlementarisme. Auteur de nombreux pamphlets, dont se détachent en particulier les Observations upon some of his Majesties late Answers and Expresses publiées pour la première fois en juillet 1642, il est considéré comme l'un des écrivains les plus influents dans la défense du parlementarisme dans les années 1640, développant une théorie de la souveraineté et du gouvernement représentatif contre le roi Charles Ier, fondée sur le consentement du peuple.
Henry Parker s'engagea activement dans la guerre civile anglaise, devenant secrétaire de la New Model Army en 1642, et secrétaire à la House of Commons en 1645. À partir de 1649, il devint secrétaire dans l'armée de Cromwell.

## Un parlementarisme radical
Auteur prolifique, il rejetait la monarchie de droit divin, s'inspirant en cela des écrits monarchomaques, et défendait au contraire la souveraineté populaire, représentée dans et par le Parlement. Il considérait que le Parlement représentait le peuple, aussi bien en tant que porte-parole qu'en tant qu'il était construit à son image. Par conséquent, le Parlement ne pouvait pas errer, et défendait nécessairement, disait-il, les intérêts du peuple, et notamment la sauvegarde de sa liberté. Parker théorisait ainsi une sorte d'infaillibilité politique du Parlement. Par ailleurs, il défendait également le mercantilisme (Of a free trade, 1648).
Ses thèses ont été attaquées aussi bien par les défenseurs de la monarchie de droit divin, tels que l'évêque d'Ossory Griffith Williams (en), que par les Levellers, à l'instar de Richard Overton qui, s'il s'accordait avec la thèse de Parker d'une liberté originelle du peuple précédant une sorte de contrat social menant à l'institution du Parlement, refusait en revanche sa thèse d'une infaillibilité politique du Parlement: pour Overton, la représentation parlementaire ne coïncidait pas toujours avec les intérêts du peuple, et les deux Chambres pouvaient ainsi se retourner contre le peuple en le trahissant .
Les écrits de Parker et d'autres théoriciens du gouvernement représentatif auraient fourni une toile de fond de la théorie élaborée de Hobbes dans le Léviathan (1651), qualifié par l'historien Quentin Skinner de « commentaire critique » de ces œuvres .

## Œuvres
- Divine and Publike Observations (1638)
- The case of shipmony briefly discoursed (1640) online text
- The question concerning the divine right of episcopacie truly stated (1641)
- A discourse concerning Puritans. A vindication of those, who uniustly suffer by the mistake, abuse, and misapplication of that name (1641) as Philus Adelphus
- The altar dispute (1641)
- The true grounds of ecclesiasticall regiment (1641)
- An answer to Lord Digbies speech (1641)
- The Vintner's Answer to some scandalous Phamphlets (1642)
- The danger to England observed, upon its deserting the high court of Parliament (1642)
- Some few observations upon His Majesties late answer (1642)
- Observations upon some of His Majesties late answers and expresses (1642) online extracts
- A petition or declaration, humbly desired to be presented to the view of His most Excellent Majestie (1642)
- The manifold miseries of civill warre and discord in a kingdome (1642)
- Accommodation cordially desired and really intended (1642)
- An appendix to the late answer printed by His Majesties command (1642)
- The generall junto or The councell of union, chosen equally out of England, Scotland, and Ireland (1642)
- The Observator defended (1642)
- A question answered: how laws are to be understood, and obedience yeelded?  (1642)
- Animadversions animadverted (1642)
- An appendix to the late answer printed by His Majesties command (1642)
- The Contra-Replicant, his complaint to his majestie (1643)
- A political catechism (1643)
- The Oath of Pacification (1643)
- To the High Court of Parliament: the humble remonstrance of the Company of Stationers London (1643)
- Jus populi (1644)
- Mr. William Wheelers case from his own relation (1644/5)
- The Kings cabinet opened (1645) with others
- The speech of Their Excellencies the Lords Ambassadours Extraordinary (1645)
- Jus Regum (1645)
- The Irish massacre (1646)
- The Trojan horse of the Presbyteriall government unbowelled (1646)
- An elegie upon ye death of my most noble & most honourable master Robert Earle of Essex (1646)
- Henry Parkers answer to the retreate of the armie. Sept. 24. 1647 (1647)
- An answer to the poysonous sedicious paper of David Jenkins (1647)
- Severall poysonous and sedicious papers of Mr. David Jenkins answered (1647)
- The cordiall of Mr. D. Jenkins ... answered (1647)
- Memoriall. That in regard Mr. John Abbot register of the Prerogative Office had deserted his trust (1648)
- Of a free trade (1648)
- A letter of due censure, and redargution [sic] to Lieut: Coll: John Lilburne (1650)
- The true portraiture of the kings of England (1650)
- Reformation in courts, and cases testamentary (1650)
- Scotlands holy war (1651)
- The chief affairs of Ireland truly communicated (1651)